# Agnetina aequalis
Agnetina aequalis är en bäcksländeart som först beskrevs av Banks 1937.  Agnetina aequalis ingår i släktet Agnetina och familjen jättebäcksländor. Inga underarter finns listade i Catalogue of Life.